# Neiba
Neiba – miasto w Dominikanie; stolica prowincji Bauroco, liczy 53 605 mieszkańców (2012). Miasto położone jest około 180 km na zachód od Santo Domingo, w pobliżu słonego jeziora Enriquillo. Zostało założone w 1546 roku.
Strefa miejska dzieli się na: Cerro al Medio, Los Girasoles, Rompe cadena (centrum), Cachón Seco, La Cuaba, La Jota. El Tejal, Río Verde, Puerto Plata, Francisco A. Caamaño, Las Malvinas, Anacaona, Los Cocos, Don Juan, El Tanque. Las Filipinas, Santa Cruz, Villa Paja, El Millón Buenos Aires.
Na terenie miasta i gminy znajdują się liczne winnice.
W mieście znajdują się liczne kościoły rzymskokatolickie oraz obiekty religijne innych wspólnot: mormonów, Świadków Jehowy, adwentystów, mennonitów, zielonoświątkowców.